# Michael Otto von Althann
Michael Otto von Althann (ur. 1730, zm. 18 maja 1797 w Mittelwalde) – austriacki arystokrata z rodu Althannów, właściciel dóbr ziemskich w południowej części hrabstwa kłodzkiego.

## Życiorys
Urodził się w 1730 jako czwarty syn Michaela Emanuela von Althanna i jego żony Anny Franziski von Oppersdorf. Mając 19 lat, jako jedyny żyjący syn Michaela Emanuela, przejął dobra w Grulich (Czechy), Roztokach i majorat w Międzylesiu, po śmierci ojca w 1749 roku. Rok później zawarł związek małżeński z Marią Josephą Eleonorą von Waldstein (1732–1757), a po jej śmierci w 1760 roku z Marią Anną von Martinitz (1737–1810), z którą miał dwoje dzieci:
- Michaela Franza (1761–1762)
- Marię Annę (1775–1840)

Za jego rządów Międzylesie i okolice przeżywały swój renesans gospodarczy po zakończeniu wojen śląskich, za sprawą rozwoju w mieście przemysłu tkackiego, który ulokowany został w warsztatach chałupniczych licznej grupy mieszkańców. W 1780 roku w dobrach roztockich założył dwie nowe kolonie we wsiach: Michałowice (Michaelsthal) i Potoczek (Neißbach). Zmarł w 1797 roku w wieku 67 lat i został pochowany w kościele parafialnym w Międzylesiu, a jego dobra przeszły w ręce Michaela Karla von Althanna.